# Obytný dům Eveliny Fleischerové s výrobními prostory
Obytný dům Eveliny Fleischerové s výrobními prostory (též uváděná jako Vila Eveliny Fleischerové) je funkcionalistická stavba v Prostějově z roku 1933 vyprojektovaná architektem Eduardem Žáčkem.

## Popis
Jedná se o dvoupodlažní dům, který původně kombinoval obytnou funkci s výrobou a prodejem konfekce. V přízemí se nacházely provozní místnosti, v patře třípokojový byt s pokojem pro služku a na střecha sloužila k rekreačním účelům.